# Джеймс Марберг
Джеймс Марберг  (англ. James Marburg, 27 грудня 1982) — австралійський веслувальник, олімпійський медаліст.
Призер чемпіонату світу.

## Виступи на Олімпіадах
| Олімпіада  | Дисципліна                        | Місце |
| ---------- | --------------------------------- | ----- |
| Пекін 2008 | четвірка розстібна без стернового | 2     |